# Speed It Up
Speee It Up è un singolo del rapper statunitense Gunna, pubblicato l'11 febbraio 2019.

## Tracce
1. Speed It Up – 2:59